# أكاديمية إنتر للنخبة
أكاديمية إنتر للنخبة هو نادي كرة قدم إيطالي تأسس في 9 مارس 1908 ، يقع مقره الرئيسي في ميلانو، ويلعب في دوري البريمافيرا 1.

## وصلات خارجية
- أكاديمية إنتر للنخبة على موقع Google Play (الإنجليزية)
- الموقع الرسمي